# Okres Dunajská Streda
Dunajská Streda (deutsch Bezirk Niedermarkt) ist ein Okres (Verwaltungseinheit) im Südwesten der Slowakei mit 127.827 Einwohnern (31. Dezember 2024) und einer Fläche von 1.075 km².
Der Bezirk grenzt im Süden dem Verlauf der Donau folgend an Ungarn, im Nordwesten an den Okres Senec (gehört schon zum Bratislavský kraj), im Nordosten an den Okres Galanta und im Osten an den Okres Komárno im Nitriansky kraj.
Historisch gesehen liegt er zum größten Teil im ehemaligen Komitat Pressburg (Nordwesten), ein kleinerer Teil im Südosten gehört zum ehemaligen Komitat Komorn und das Gebiet um den Ort Baloň zum ehemaligen Komitat Raab (siehe auch Liste der historischen Komitate Ungarns).

## Bevölkerung
| Jahr                | 1994    | 2004    | 2014    | 2024    |
| ------------------- | ------- | ------- | ------- | ------- |
| Anzahl der Personen | 110.887 | 114.217 | 118.499 | 127.827 |
| Unterschied         |         | +3,00 % | +3,74 % | +7,87 % |

| Jahr                | 2023    | 2024    |
| ------------------- | ------- | ------- |
| Anzahl der Personen | 127.025 | 127.827 |
| Unterschied         |         | +0,63 % |

## Städte
- Dunajská Streda (Niedermarkt)
- Gabčíkovo (Bösch)
- Šamorín (Sommerein)
- Veľký Meder

## Gemeinden
| - Báč - Baka - Baloň - Bellova Ves - Blahová - Blatná na Ostrove - Bodíky - Boheľov - Čakany (Knitteldorf) - Čenkovce - Čiližská Radvaň - Dobrohošť - Dolný Bar - Dolný Štál (Allischtal) - Dunajský Klátov - Holice - Horná Potôň - Horné Mýto - Horný Bar - Hubice - Hviezdoslavov | - Jahodná (Eperiesch) - Janíky - Jurová - Kľúčovec - Kostolné Kračany - Kráľovičove Kračany - Kútniky - Kvetoslavov (Austern) - Kyselica - Lehnice (Legendorf) - Lúč na Ostrove - Macov (Matzhausen) - Mad - Malé Dvorníky - Medveďov (Weißkirchen) - Mierovo (Krotendörfl) - Michal na Ostrove - Nový Život - Ňárad - Ohrady - Okoč - Oľdza | - Orechová Potôň - Padáň - Pataš - Povoda - Potônske Lúky - Rohovce - Sap - Štvrtok na Ostrove (Loipersdorf) - Topoľníky - Trhová Hradská - Trnávka (Tyrnaugedl) - Trstená na Ostrove - Veľká Paka (Großkapeln) - Veľké Blahovo - Veľké Dvorníky - Vieska - Vojka nad Dunajom - Vrakúň (Warkony) - Vydrany (Hodosch) - Zlaté Klasy |

Das Bezirksamt ist in Dunajská Streda, Zweigstellen befinden sich in Šamorín und Veľký Meder.

## Kultur
In dem Artikel Denkmalgeschützte Objekte im Okres Dunajská Streda findet man Informationen über die vom slowakischen Denkmalamt geschützten Objekte im Okres.